# Ilching
Ilching ist ein Ortsteil der Marktgemeinde Kirchseeon im oberbayerischen Landkreis Ebersberg. 

## Lage
Der Weiler Ilching liegt etwa zwei Kilometer westlich von Kirchseeon.

## Geschichte
Ilching wird erstmals 1145 als „Ulchingen“ urkundlich erwähnt. 1315 ist in der Konradinischen Matrikel erstmals die St. Ursula-Kapelle als Filialkirche von Zorneding belegt. Die baufällig gewordene Kapelle wurde Anfang 1700 und schließlich erneut 1870 an anderer Stelle neu erbaut. Eine erneute Renovierung erfolgte 1985. 
Um 1900 umfasste der Weiler lediglich vier Höfe; in den 1980er Jahren wuchs die Zahl auf neun Wohnhäuser an.